# Emily Hahn
Emily "Michey" Hahn, (cinese:項美麗); (St.Louis, 14 gennaio 1905 – Manhattan, 18 febbraio 1997), è stata una giornalista e scrittrice statunitense, considerata una delle prime femministe e definita "un tesoro letterario americano dimenticato" dalla rivista The New Yorker. Scrisse 54 libri e più di 200 articoli e racconti.
I suoi romanzi del XX secolo hanno svolto un ruolo significativo nell'apertura dell'Asia e dell'Africa all'Occidente. I suoi lunghi viaggi nel corso della sua vita e il suo amore per gli animali hanno influenzato gran parte della sua scrittura. È stata la prima donna a ricevere una laurea in ingegneria mineraria presso l'Università del Wisconsin-Madison, poi, dopo aver vissuto a Firenze e Londra a metà degli anni '20, ha viaggiato nel Congo belga e ha attraversato l'Africa centrale negli anni '30. Nel 1935 si recò a Shanghai, dove insegnò inglese per tre anni e fu coinvolta in figure di spicco, come le sorelle Soong e il poeta cinese Shao Xunmei (Sinmay Zau).

## Biografia
Emily Hahn nacque a St. Louis, Missouri, il 14 gennaio 1905, una dei sei figli di Isaac Newton Hahn, un venditore di prodotti secchi, e Hannah (Schoen) Hahn, una suffragetta dallo spirito libero. La sua famiglia era di origine ebreo-tedesca.  Affettuosamente soprannominata "Mickey" da sua madre come un personaggio dei fumetti dell'epoca di nome Mickey Dooley, era conosciuta con questo soprannome da amici intimi e familiari. Nel suo secondo anno di liceo, si trasferì con la sua famiglia a Chicago, Illinois.
Con un amore per la lettura e la scrittura, inizialmente si iscrisse a un programma di arti generali presso l'Università del Wisconsin-Madison, ma decise di cambiare il corso di studi in ingegneria mineraria dopo che le fu impedito di iscriversi a un corso di chimica frequentato prevalentemente da studenti di ingegneria. Nel suo libro di memorie, No Hurry to Get Home, descrisse come il programma di ingegneria mineraria non avesse mai avuto una donna iscritta. Dopo essersi sentita dire da un professore nel suo programma di ingegneria mineraria che "la mente femminile è incapace di afferrare la meccanica o la matematica superiore o uno qualsiasi dei fondamenti dell'estrazione mineraria insegnati" in ingegneria, era determinata a diventare ingegnere minerario.   Nonostante la freddezza dell'amministrazione e dei suoi compagni di classe maschi, nel 1926 fu la prima donna a ricevere una laurea in Ingegneria Mineraria presso l'Università.  I suoi risultati accademici erano una testimonianza della sua intelligenza e perseveranza, tanto che il suo compagno di laboratorio ammise a malincuore: "Non sei così stupida!"
Nel 1924, prima di laurearsi alla scuola di ingegneria mineraria, viaggiò per 3.900 km attraverso gli Stati Uniti in un modello T-Ford vestita da uomo con la sua amica, Dorothy Raper. Durante il suo viaggio attraverso il Nuovo Messico, scrisse delle sue esperienze di viaggio a suo cognato, che, a sua insaputa, inoltrò le lettere al New Yorker.  Questo fatto dette il via alla sua carriera iniziale come scrittrice. Hahn scrisse per The New Yorker dal 1929 al 1996.
Nel 1930 si recò nel Congo Belga, dove lavorò per la Croce Rossa, e visse con una tribù pigmea per due anni, prima di attraversare l'Africa centrale da sola a piedi.
Il suo primo libro, Seductio ad Absurdum: The Principles and Practices of Seduction – A Beginner's Handbook, fu pubblicato nel 1930. Era un'esplorazione ironica di come gli uomini corteggiano le donne. Maxim Lieber fu il suo agente letterario, 1930-1931.

## Cina e Hong Kong
I suoi anni a Shanghai, in Cina (dal 1935 all'invasione giapponese di Hong Kong nel 1941) furono i più tumultuosi della sua vita. Lì ebbe rapporti con figure di spicco di Shanghai, come il ricco Sir Victor Sassoon, e aveva l'abitudine di portare con sé il suo gibbone domestico, il signor Mills, alle cene, vestito con un pannolino e una piccola giacca da sera.
Sostenendosi come scrittrice per il New Yorker, visse in un appartamento nel quartiere a luci rosse di Shanghai ed ebbe una relazione sentimentale con il poeta ed editore cinese Shao Xunmei (Sinmay Zau). Le diede la spinta che le permise di scrivere una biografia delle famose sorelle Soong, una delle quali era sposata con Sun Yat-sen e un'altra con Chiang Kai-shek.
Hahn visitò spesso la casa di Zau, che era molto anticonvenzionale per una donna occidentale negli anni '30. Il Trattato di Bogue era in pieno vigore e all'epoca Shanghai era una città divisa da cinesi e occidentali. Zau la introdusse alla pratica di fumare oppio, di cui divenne dipendente. In seguito scrisse: "Anche se ho sempre voluto essere dipendente dall'oppio, non posso affermare che questo sia il motivo per cui sono andata in Cina".
Dopo essersi trasferita a Hong Kong, iniziò una relazione con Charles Boxer, il capo locale dell'intelligence dell'esercito britannico. Secondo un articolo del Time del dicembre 1944, Hahn "decise che aveva bisogno dell'influenza stabilizzante di un bambino, ma dubitava di poterne avere uno. "Sciocchezze!" disse lo sposato maggiore Charles Boxer, "te ne lascerò una!" Carola Militia Boxer nacque a Hong Kong il 17 ottobre 1941.
Quando i giapponesi marciarono su Hong Kong poche settimane dopo, Boxer fu imprigionato in un campo di prigionia, e Hahn venne interrogata. «Perché?» gridò il capo dei gendarmi giapponesi, «perché... hai un bambino con il maggiore Boxer?" "Perché sono una cattiva ragazza", scherzò lei. Fortunatamente per lei, i giapponesi rispettarono l'astuzia diplomatica di Boxer.  Non fu internata poiché aveva dichiarato di essere legalmente sposata con Shao Xunmei su un documento, e quindi i giapponesi la trattarono come, nelle parole di Taras Grescoe del New Yorker, "un'asiatica onoraria". Hahn affermò che la moglie di Shao approvava il documento e che Shao non era stato sposato "secondo la legge straniera".
Come Hahn raccontò nel suo libro China to Me (1944), fu costretta a dare lezioni di inglese ai funzionari giapponesi in cambio di cibo, e una volta schiaffeggiò in faccia il capo dell'intelligence giapponese. Lui tornò a trovarla il giorno prima che fosse rimpatriata nel 1943 e le diede uno schiaffo.
China to Me fu un successo immediato tra il pubblico. Secondo Roger Angell del New Yorker, Hahn "era, in verità, qualcosa di raro: una donna profondamente, quasi domesticamente, a casa nel mondo. Spinta dalla curiosità e dall'energia, è andata lì e l'ha fatto, e poi ne ha scritto senza problemi".

## Inghilterra e ritorno negli Stati Uniti
Nel 1945 sposò Boxer; il loro ricongiungimento (la loro storia d'amore era stata riportata fedelmente nelle lettere pubblicate da Hahn) fece notizia in tutti gli Stati Uniti. Si stabilirono nel Dorset, in Inghilterra, a "Conygar", la tenuta di 190.000m2 che Boxer aveva ereditato, e nel 1948 ebbero una seconda figlia, Amanda Boxer (in seguito attrice teatrale e televisiva a Londra).
Trovando la vita familiare troppo limitante, tuttavia, nel 1950 Hahn prese un appartamento a New York, e da allora in poi visitò il marito e i figli in Inghilterra solo occasionalmente. Continuò a scrivere articoli per il New Yorker, così come le biografie di Leonardo da Vinci, Aphra Behn, James Brooke, Fanny Burney, Chiang Kai-shek, D. H. Lawrence e Mabel Dodge Luhan. Secondo il biografo Ken Cuthbertson, mentre i suoi libri furono recensiti favorevolmente, "la sua versatilità, che le ha permesso di scrivere autorevolmente su quasi tutti gli argomenti, ha confuso i suoi editori, che sembravano non sapere come promuovere o commercializzare un libro di Emily Hahn. Non rientrava in nessuna delle solite categorie" perché "si muoveva senza sforzo... di genere in genere".
Nel 1978 pubblica Look Who's Talking, che affronta il controverso tema della comunicazione animale-uomo. Questo è stato il suo preferito tra i suoi libri di saggistica. Scrisse il suo ultimo libro, Eva e le scimmie, nel 1988, quando aveva ottant'anni.
Secondo quanto riferito, Hahn si recò nel suo ufficio al New Yorker ogni giorno fino a pochi mesi prima di morire. Morì il 18 febbraio 1997 al Saint Vincent's Catholic Medical Center di Manhattan. Aveva 92 anni ed è morta per le complicazioni dell'intervento chirurgico per un femore fratturato.

## Opere

### Libri
- Seductio ad Absurdum: The Principles and Practices of Seduction—A Beginner's Handbook (1930)
- Beginner's Luck (1931)
- Congo Solo: Misadventures Two Degree North[15] (1933)
- With Naked Foot (1934)
- Affair (1935)
- Steps of the Sun[16] (1940)
- The Soong Sisters[17] (1941, 1970)
- Mr. Pan[18] (1942)[19] (1942)[20]
- China to Me: A Partial Autobiography[21] (1944),[22] (1975, 1988)
- Hong Kong Holiday[23] (1946)
- China: A to Z (1946)
- The Picture Story of China (1946)
- Raffles of Singapore (1946)
- Miss Jill[24] (1947) anche come House in Shanghai (1958)
- England to Me (1949)
- A Degree of Prudery: A Biography of Fanny Burney (1950)
- Purple Passage: A Novel About a Lady Both Famous and Fantastic (1950) (pubblicato in UK come Aphra Behn (1951))
- Francie (1951)
- Love Conquers Nothing: A Glandular History of Civilization (1952)
- Francie Again (1953)
- Mary, Queen of Scots (1953)
- James Brooke of Sarawak: A Biography of Sir James Brooke (1953)
- Meet the British (con Charles Roetter and Harford Thomas) (1953)
- The First Book of India (1955)
- Chiang Kai-shek: An Unauthorized Biography[25] (1955)
- Francie Comes Home (1956)
- Spousery (1956)
- Diamond: The Spectacular Story of the Earth's Greatest Treasure and Man's Greatest Greed (1956)
- Leonardo da Vinci (1956)
- Kissing Cousins (1958)
- The Tiger House Party: The Last Days of the Maharajas (1959)
- Aboab: First Rabbi of the Americas (1959)
- Around the World With Nellie Bly (1959)
- June Finds a Way (1960)
- China Only Yesterday, 1850-1950: A Century of Change[26] (1963)[27]
- Indo (1963)
- Africa to Me (1964)
- Romantic Rebels: An Informal History of Bohemianism in America (1967)
- Animal Gardens (1967)
- The Cooking of China (1968)
- Recipes: Chinese Cooking (1968)
- Times and Places (1970, ripubblicato come No Hurry to Get Home[28] 2000)
- Breath of God: A Book About Angels, Demons, Familiars, Elementals and Spirits (1971)
- Fractured Emerald: Ireland (1971)
- On the Side of the Apes: A New look at the Primates, the Men Who Study Them and What They Have Learned (1971)
- Once Upon A Pedestal[29] (1974)
- Lorenzo: D. H. Lawrence and the Women Who Loved Him (1975)
- Mabel: A Biography of Mabel Dodge Luhan (1977)
- Look Who's Talking! New Discoveries in Animal Communications (1978)
- Love of Gold (1980)
- The Islands: America's Imperial Adventures in the Philippines (1981)
- Eve and the Apes (1988)

### Saggi e reportage
- (EN) Hahn, Emily, 46, in Dr. Baldwin, The New Yorker, vol. 13, 1º gennaio 1938,  pp. 25-27.